# Milton Buki
Milton Buki (* 1. November 1909 in Drobin, Polen; † 1988 in Jerusalem) war ein jüdischer Überlebender des Sonderkommandos im KZ Auschwitz-Birkenau. Er hat die Massenvernichtung in den Krematorien und Gaskammern des Lagers miterlebt.

## Leben
Milton Buki wurde am 6. Dezember 1942 mit seiner gesamten Familie aus dem Ghetto Mława/Wojewodschaft Warschau nach Auschwitz-Birkenau deportiert. Er erhielt die Häftlingsnummer 80312.
Bald nach der Ankunft wurden 200 Mann aus dem Transport dem Sonderkommando in Birkenau zugeteilt. Aufgabe des Kommandos war zu diesem Zeitpunkt die Entfernung der vergasten Menschen aus den beiden Vergasungsanlagen Bunker Nr. 1 und 2. Hierbei handelte es sich um zwei umgebaute Bauernhäuser, in denen Gaskammern installiert worden waren. Weiter hatte das Sonderkommando die Leichen in Gruben zu verbrennen. Buki war einer Gruppe zugeteilt, die Leichen zu den Verbrennungsgruben transportierten. Hierfür war die Bezeichnung „Schlepper“ üblich.
Seit Sommer 1943 arbeitete Buki in den Krematorien II und III in Birkenau. Er war an der Planung des Aufstandes des Sonderkommandos beteiligt, der am 7. Oktober 1944 begann.
Bei der Evakuierung des Lagers im Januar 1945 wurde Buki auf den Todesmarsch nach Loslau, 60 Kilometer westlich von Auschwitz gelegen, gezwungen. Er konnte in der Nähe der Stadt Přerov/Prerau (östlich von Brno/Brünn) aus dem Transport ins KZ Mauthausen bei Linz fliehen und lebte bis zum Kriegsende im Mai 1945 in einem Versteck.

## Nach Kriegsende
Milton Buki sagte am 14. Januar 1965 beim 127. Verhandlungstag des Frankfurter Auschwitzprozesses aus. Zu dieser Zeit lebte er als Kaufmann in Los Angeles.